# 日テレG+杯争奪ジュニアヘビー級タッグ・リーグ戦
NOAH Jr. TAG LEAGUE（ノア・ジュニア・タッグ・リーグ）は、プロレスリング・ノアが主催していたジュニアヘビー級選手によるタッグリーグ戦。
2007年から2009年までは日テレ杯争奪ジュニアヘビー級タッグリーグ戦（にっテレはいそうだつジュニアヘビーきゅうタッグリーグせん）、2010年に日テレG+Presents日テレ杯争奪ジュニアヘビー級タッグリーグ戦（にっテレジータスプレゼンツにっテレはいそうだつジュニアヘビーきゅうタッグリーグせん）、2011年から2016年まで日テレG+杯争奪ジュニアヘビー級タッグリーグ戦（にっテレジータスはいそうだつジュニアヘビーきゅうタッグリーグせん）、2017年にグローバルジュニアヘビー級タッグリーグ戦（グローバルジュニアヘビーきゅうタッグリーグせん）の名称で開催されて2018年から現在の名称に改称された、2019年以降は開催されなかったが、2025年にNOAH Jr. TAG LEAGUEとして復活した。

## ルール
GHCルールに基づいて30分1本勝負で行われて勝ちが2点、時間切れ引き分けが1点、あらゆる引き分け、負けが0点として最高得点チームが優勝となる。最高得点チームが複数の場合は優勝決定戦が行われる。

## 歴代優勝チーム、各賞受賞チーム
| 開催年 | 優勝チーム                                     | 殊勲賞                                        | 敢闘賞                                | 技能賞                                          |
| ------ | ---------------------------------------------- | --------------------------------------------- | ------------------------------------- | ----------------------------------------------- |
| 2007年 | KENTA&石森太二                                 | ブライアン・ダニエルソン                      | 飯伏幸太                              | マーク・ブリスコ                                |
| 2008年 | KENTA&石森太二                                 | ブライアン・ダニエルソン&デイビー・リチャーズ | ジェイ・ブリスコ&マーク・ブリスコ     | 中嶋勝彦&飯伏幸太                               |
| 2009年 | 金丸義信&鈴木鼓太郎                            | 中嶋勝彦&宮原健斗                             | 青木篤志&飯伏幸太                     | ブライアン・ダニエルソン&ロデリック・ストロング |
| 2010年 | KENTA&青木篤志                                 | ロデリック・ストロング&エディ・エドワーズ     | 小川良成&鈴木鼓太郎                   | ジャック・エバンス&エクストリーム・タイガー     |
| 2011年 | 鈴木鼓太郎&青木篤志                            | 中嶋勝彦&梶原慧                               | エディ・エドワーズ&デリリアス         | ジャック・エバンス&アエロ・スター               |
| 2012年 | 石森太二&小峠篤司                              | 日高郁人&橋本大地                             | エディ・エドワーズ&ボビー・フィッシュ | 旭志織&ヒロ・トウナイ                           |
| 2013年 | 獣神サンダー・ライガー&タイガーマスク（4代目） | 石森太二&小峠篤司                             | 原田大輔&熊野準                       | 小川良成&ザック・セイバーJr.                    |
| 2014年 | 拳王&大原はじめ                                | 原田大輔&クワイエット・ストーム               | 北宮光洋&熊野準                       | スペル・クレイジー&マット・ストライカー         |
| 2015年 | 原田大輔&小峠篤司                              | TAKAみちのく&エル・デスペラード               |                                       |                                                 |
| 2016年 | 石森太二&ACH                                   | 原田大輔&小峠篤司                             |                                       |                                                 |
| 2017年 | HAYATA&YO-HEY                                  |                                               |                                       |                                                 |
| 2018年 | HAYATA&YO-HEY                                  |                                               |                                       |                                                 |
| 2019年 | 小川良成&鈴木鼓太郎                            |                                               |                                       |                                                 |
| 2025年 | AMAKUSA&宮脇純太                               |                                               |                                       |                                                 |

## 大会の詳細一覧

### 2007年
- KENTA&石森太二 7点 優勝
- 鈴木鼓太郎&リッキー・マルビン 6点
- 丸藤正道&飯伏幸太 6点
- ジェイ・ブリスコ&マーク・ブリスコ 6点
- ブライアン・ダニエルソン&デイビー・リチャーズ 3点
- 青木篤志&ロッキー・ロメロ 2点

内容
シリーズ最終戦直前ではダニエルソン&リチャーズ組と青木&ロメロ組以外の全チームに優勝の可能性があり、最終戦では試合が残っているこれら4チームによる試合が組まれた。先に行われた丸藤&飯伏組とKENTA&石森組の試合は、KENTA&石森組が勝利し、鈴木&マルビン組とブリスコ兄弟の試合の結果を待つ事となった。そしてその試合は終盤にレフェリーが失神するアクシデントも起こり、結果時間切れ引き分けに終わり、KENTA&石森組の優勝が決まった。リーグ戦提唱者であるKENTAは公約通りに優勝を果たした。

### 2008年
- KENTA&石森太二 10点 優勝
- 金丸義信&鈴木鼓太郎 10点 準優勝
- ブライアン・ダニエルソン&デイビー・リチャーズ 9点
- ジェイ・ブリスコ&マーク・ブリスコ 9点
- 中嶋勝彦飯伏幸太 8点
- リッキー・マルビン&エディ・エドワーズ 5点
- 青木篤志&伊藤旭彦 3点
- 丸藤正道&宮原健斗 2点

内容
シリーズ最終戦直前では金丸&鈴木組、KENTA&石森組、中嶋&飯伏組の3チームに優勝の可能性があった。最終戦では、中嶋&飯伏組がブリスコ兄弟と、金丸&鈴木組とKENTA&石森組が直接対決する公式戦が組まれた。中嶋&飯伏組が先に試合を行ったがブリスコ兄弟に敗れ、優勝は金丸&鈴木組とKENTA&石森組の公式戦の行方次第となった。公式戦はKENTA&石森組が勝ち、金丸&鈴木組と得点が並んだため、優勝決定戦の再試合が行われた。この再試合でもKENTA&石森組が勝ち、KENTA&石森組の2連覇が決まった。

### 2009年
Aブロック
- 青木篤志&飯伏幸太 6点 準優勝
- KENTA&石森太二 4点
- ブライアン・ダニエルソン&ロデリック・ストロング 2点
- 平柳玄藩&菊タロー 0点

Bブロック
- 金丸義信&鈴木鼓太郎 5点 優勝
- リッキー・マルビン&エディ・エドワーズ 4点
- 中嶋勝彦&宮原健斗 3点
- 菊地毅&伊藤旭彦 0点

内容
決勝トーナメントでは、金丸&鈴木組（Bブロック1位）とKENTA&石森組（Aブロック2位）は金丸&鈴木組が勝ち、青木&飯伏組（Aブロック1位）とマルビン&エドワーズ組（Bブロック2位）は青木&飯伏組が勝った。決勝戦では激闘の末、金丸&鈴木組が優勝。GHCジュニアタッグ王者として、文句なしの初優勝を果たした。リーグ戦3連覇の野望が散ったKENTA&石森組は「タッグチームとしてのマンネリを戦うことで突破したい」と一騎討ちを経て、そして新たなステップに踏み出すため袂を分けた。

### 2010年
Aブロック
- KENTA&青木篤志 6点 優勝
- ロデリック・ストロング&エディ・エドワーズ 5点 準優勝
- 石森太二&リッキー・マルビン 4点
- 中嶋勝彦&梶原慧 3点
- ザ・グレート・サスケ&剣舞 2点

Bブロック
- 小川良成&鈴木鼓太郎 6点
- ジャック・エバンス&エクストリーム・タイガー 5点
- ディック東郷&ヤス・ウラノ 4点
- 金丸義信&平柳玄藩 3点
- 小峠篤司&原田大輔 2点

内容
リーグ戦の初戦から、小川&鈴木組、金丸&平柳組、KENTA&青木組が黒星スタートという波乱の幕開けとなった。A・Bブロック共に全勝・全敗のチームが無く、また30分時間切れ引き分けなどの接戦が多かった。決勝トーナメントでは、NOAHから2組、ROHとAAAの外国人組から2組となり「NOAH vs 外国人」という構図になる。決勝戦はAブロック同士で初戦と同じカードである「KENTA&青木組 vs ストロング&エドワーズ組」。KENTA&青木組が唯一黒星を喫したストロング&エドワーズ組に見事リベンジを果たし優勝。

### 2011年
Aブロック
- 金丸義信&KENTA 6点 準優勝
- 拳王&剣舞 4点
- 滝澤大志&ザック・セイバーJr. 4点
- ジャック・エバンス&アエロ・スター 4点
- 高岩竜一&浪口修 2点

Bブロック
- 鈴木鼓太郎&青木篤志 6点 優勝
- 中嶋勝彦&梶原慧 4点
- 小峠篤司&原田大輔組 4点
- エディ・エドワーズ&デリリアス 4点
- リッキー・マルビン&ロッキー・マルビン 2点

内容
各ブロックを勝ち残ったのは、NO MERCYの金丸&KENTA組とANMUの鈴木&青木組。決勝戦の序盤は青木が攻められ長い間捕まってしまう。タッチした鈴木も金丸・KENTAの激しい攻撃にピンチに。20分過ぎからはJr.版の四天王とも言える熱い攻防へ。金丸のデープインパクト・垂直型ブレーンバスターを返す青木。更にタッチアウトを逃れてからの腕ひしぎ逆十字固めで流れを変える。鈴木がKENTAへタイガードライバー、その間に大青木コールを受けて、スパイラルポセイドンからアサルトポイントで金丸を沈めた。

### 2012年
Aブロック
- 石森太二&小峠篤司 6点 優勝
- 鈴木鼓太郎&青木篤志 4点
- 旭志織&ヒロ・トウナイ 4点
- エディ・エドワーズ&ボビー・フィッシュ 4点
- カイザー&ガストン・マテオ 2点

Bブロック
- 日高郁人&橋本大地 6点 準優勝
- 中嶋勝彦&梶原慧 5点
- スペル・クレイジー&リッキー・マルビン 5点
- 金丸義信&平柳玄藩 2点
- ポール・ロンドン&ザック・セイバーJr. 2点

内容
最終公式戦を残し、Aブロックはカイザー&マテオ組を除く4チーム、Bブロックは金丸&平柳組、ロンドン&セイバーJr組を除く3チームに決勝戦進出の可能性があるという混戦だったがS・A・Tの鈴木&青木組を破ったBRAVEの石森&小峠組とGHCジュニアヘビー級タッグ王座を保持するクレイジー&マルビン組を破ったZERO1の日高&橋本組が決勝戦で対戦。公式戦のダメージの抜けない石森組が一方的に攻められる展開となったが、小峠が橋本に不知火・改を日高にキル・スイッチを立て続けに決めて流れをつかみ、キル・スイッチと石森の450°スプラッシュの合体技を繰り出して日高を追い込むと最後は石森が得意のレヴォルシオンを決めて大合唱とともに3カウントが数えられBRAVEコンビが初優勝を飾った。

### 2013年
Aブロック
- 石森太二&小峠篤司 6点 準優勝
- 平柳玄藩&マイバッハSUWAJr. 4点
- スペル・クレイジー&リッキー・マルビン 6点
- ペサディーヤ&デュアル・フォース 2点
- カイザー&ガストン・マテオ 2点

Bブロック
- 獣神サンダー・ライガー&タイガーマスク（4代目） 6点 優勝
- 小川良成&ザック・セイバーJr. 6点
- 旭志織&ヒロ・トウナイ組 4点
- ロデリック・ストロング&スレックス 2点
- 原田大輔&熊野準 0点

内容
最終戦を残して、Aブロックは石森・小峠組とクレイジー・リッキー組、Bブロックは小川・ザック組と新日本プロレスのライガー・タイガー組に決勝進出の可能性があり、かつ最終戦は2チームの直接対決が組まれていた。Aブロックは直接対決を制した石森・小峠組、Bブロックは両者リングアウトになり、決定戦を制したライガー・タイガー組の対戦となった。決勝戦は序盤からリング内外で、ライガー組が有利な試合運びを展開。挽回したい石森組は連携技を駆使し形勢逆転するが、キル・スイッチと450°スプラッシュの合体技を阻止されると、ライガーが掌打からの雪崩式垂直落下ブレーンバスターで小峠からピンフォール勝ちを収めた。他団体のタッグチームが優勝するのは今大会が初めて。また、空位となっていたGHCジュニアヘビー級タッグ王座を獲得した。

### 2014年
Aブロック
- 拳王&大原はじめ 6点 優勝
- 獣神サンダー・ライガー&タイガーマスク 6点
- 小川良成&ザック・セイバーJr. 4点
- スペル・クレイジー&マット・ストライカー 4点
- 平柳玄藩&菊タロー 0点

Bブロック
- 石森太二&小峠篤司 6点
- 原田大輔&クワイエット・ストーム 6点 準優勝
- 旭志織&ヒロ・トウナイ 4点
- 北宮光洋&熊野準 2点
- ロッキー・ロボ&ジンゾー 2点

### 2015年
Aブロック
- TAKAみちのく&エル・デスペラード 6点 準優勝
- 小川良成&ザック・セイバーJr. 6点
- 石森太二&政宗 4点
- 平柳玄藩&キャプテン・ノア 2点
- KUDO（DDTプロレスリング）&梅田公太 2点

Bブロック
- 原田大輔&小峠篤司 6点 優勝
- バッファロー&ビリーケン・キッド 4点
- 拳王&大原はじめ 4点
- 旭志織&梶トマト 4点
- スペル・クレイジー&熊野準 2点

### 2016年
- 石森太二&ACH 8点 優勝
- 原田大輔&小峠篤司 8点 準優勝
- 拳王&大原はじめ 6点
- 金丸義信&エル・デスペラード 4点
- 平柳玄藩&キャプテン・ノア 2点
- 熊野準&アンディ・ダルトン 2点

内容
1ブロック6チームにて、GHC選手権ルールに基づき、30分１本勝負で公式戦を行う。
7月16日(土)～7月30日(土)後楽園ホール大会まで公式戦を行い、上位2チームによる優勝決定戦を行う。
最多得点者が複数の場合は、直接対決の勝敗で優勝戦進出者を決定する。
直接対決が引き分けの場合は、優勝戦進出者決定戦を行う。
優勝チームには日本テレビ放送網株式会社様より『日テレG+杯』トロフィーが送られる。

### 2017年
- HAYATA&YO-HEY 10点優勝
- 石森太二&Hi69 10点準優勝
- 原田大輔&タダスケ 8点
- 大原はじめ&熊野準 8点
- フィル・アトラス&諸橋晴也 8点
- 勝俣瞬馬&MAO 6点
- カイザー&ガストン・マテオ 4点
- グルクンマスク&首里ジョー 2点

内容
1ブロック8チームにてGHC選手権ルールに基づき、30分1本勝負で総当たりリーグ戦の公式戦を行う。
7月13日(木)～7月22日(木)KBSホール大会まで公式戦を行い、上位2チームによる優勝決定戦を行う。
最多得点者が複数の場合は、直接対決の勝敗で優勝戦進出者を決定する。
直接対決が引き分けの場合は、優勝戦進出者決定戦を行う。
優勝チームには日本テレビ放送網株式会社様より『日テレG+杯』トロフィーが送られる。

### 2018年
- HAYATA&YO-HEY 8点優勝
- 日高郁人&菅原拓也 8点
- Hi69&田中稔 6点
- 原田大輔&タダスケ 6点
- リッキー・マルビン&エル・イホ・デル・パンテーラ 6点
- 大原はじめ&熊野準 8点準優勝
- 諸橋晴也&LEONA→宮脇純太 0点

内容
1ブロック7チームにてGHC選手権ルールに基づき、30分1本勝負で総当たりリーグ戦の公式戦を行う。
7月7日(土)～7月31日(火)横浜ラジアントホール大会まで公式戦を行い、上位2チームによる優勝決定戦を行う。
最多得点者が複数の場合は、直接対決の勝敗で優勝戦進出者を決定する。
直接対決が引き分けの場合は、優勝戦進出者決定戦を行う。
優勝チームには日本テレビ放送網株式会社様より『日テレG+杯』トロフィーが送られる。

### 2019年
- 小川良成&鈴木鼓太郎 9点 優勝
- HAYATA&YO-HEY 7点 準優勝
- 田中稔&Hi69 6点
- 原田大輔&タダスケ 6点
- 熊野準&クリス・リッジウェイ 6点
- 大原はじめ&NOSAWA論外 4点
- 宮脇純太&諸橋晴也 4点

内容
1ブロック7チームにてGHC選手権ルールに基づき、30分1本勝負で総当たりリーグ戦の公式戦を行う。
5月28日(火)～6月9日(日)後楽園ホール大会まで公式戦を行い、上位2チームによる優勝決定戦を行う。
6月13日（木）エディオンアリーナ大阪第2競技場大会にてリーグ戦1位、2位チームによる優勝決定戦を行う。
最多得点者が複数の場合は、直接対決の勝敗で優勝戦進出者を決定する。
直接対決が引き分けの場合は、優勝戦進出者決定戦を行う。
優勝チームには日本テレビ放送網株式会社様より『日テレG+杯』トロフィーが送られる。

### 2025年
Aブロック
- マーク・トゥリュー&キーロン・レイシー　準優勝
- HAYATA&YO-HEY
- アレハンドロ&カイ・フジムラ
- Eita&小田嶋大樹

Bブロック
- AMAKUSA&宮脇純太　優勝
- タダスケ&菊池悠斗
- 政岡純&ガイア・ホックス
- 小峠篤司&大原はじめ

　内容